# Frankie and Johnny
Frankie And Johnny er en amerikansk film fra 1966. Filmen, hvis hovedrolle blev spillet af Elvis Presley, blev produceret af Edward Small på United Artists og med Fred de Cordova som instruktør.
Filmen blev indspillet 25. maj til 23. juni 1965 og havde premiere den 31. marts 1966 på Gordon Theatre i Baton Rouge, Louisiana. Den havde dansk premiere den 15. juli 1966.
Frankie And Johnny var den 20. i rækken af film med Elvis Presley. Filmen, hvis manuskript blev skrevet af Alex Gottlieb efter en historie af Nat Perrin, handler om en hjuldamper på Mississippi, hvor et varieteteater optræder undervejs. Imellem teatertruppens optrædener er der rigeligt tid til at formøble indtjeningen ved roulettehjulet om bord og til at lave det ene store jalousidrama efter det andet. Undervejs i filmens forløb er indlagt en række sange, hvoraf en del er inspireret af den traditionelle New Orleans-jazz.
Den danske titel på Frankie And Johnny var Frankie og Johnny.

## Rollebesætning
De væsentligste roller i filmen blev besat af:
- Elvis Presley - Johnny
- Donna Douglas - Frankie
- Nancy Kovack - Nellie Bly
- Sue Ane Langdon - Mitzi
- Anthony Eisley - Braden
- Harry Morgan - Cully

## Musik
Filmens 12 sange blev alle indspillet i perioden 12. – 14. maj 1965 i Hollywood. Soundtracket fra filmen blev udsendt som en LP-plade, der også blev døbt Frankie And Johnny, og hvor alle sangene var sunget af Elvis Presley, der dog på et par af sangene blev ledsaget af sine medskuespillere.
LP'en, der blev udsendt i marts 1966, indeholdt flg. numre:

### Side 1
- "Frankie And Johnny" (Ben Weisman, Fred Karger, Jimmie Rodgers, Sid Wayne)
- "Come Along" (David Hess)
- "Petunia The Gardener's Daughter" (Roy C. Bennett, Sid Tepper)
- "Chesay" (Ben Weisman, Fred Karger, Sid Wayne)
- "What Every Woman Lives For" (Doc Pomus, Mort Shuman)
- "Look Out Broadway" (Fred Wise, Randy Starr)

### Side 2
- "Beginner's Luck" (Roy C. Bennett, Sid Tepper)
- "Down By The Riverside"/"When The Saints Go Marchin' In" (Bernie Baum, Bill Giant, Florence Kaye)
- "Shout It Out" (Bernie Baum, Bill Giant, Florence Kaye)
- "Hard Luck" (Ben Weisman, Sid Wayne)
- "Please Don't Stop Loving Me" (Joy Byers)
- "Everybody Come Aboard" (Bernie Baum, Bill Giant, Florence Kaye)

På "Petunia The Gardener's Daughter" synger Elvis duet med Donna Douglas, som spillede rollen som Frankie. På "Look Out Broadway" synger Elvis sammen med skuespillerne Donna Douglas og Harry Morgan.
"Please Don't Stop Loving Me" er baseret på vindersangen fra Det Europæiske Melodi Grand Prix 1964, "Non Ho L'Eta (Per Amarti)" med italienske Gigliola Cinquetti.

## Andet
Harry Morgan er kendt for sin rolle som Oberst Sherman T. Potter i tv-serien M*A*S*H.